# Орловец (Каневский район)
Орловец (укр. Орловець) — посёлок в Каневском районе Черкасской области Украины.
Население по переписи 2001 года составляло 58 человек. Занимает площадь 0,37 км². Почтовый индекс — 19016. Телефонный код — 4736.

## Местный совет
19016, Черкасская обл., Каневский р-н, с. Козаровка